# Skudsikring
Skudsikring er processen med at gøre en genstand eller et materiale i stand til at stoppe en kugle eller lignende patroner (f.eks. granatsplinter). På trods af blive kaldt skudsikker, så vil de færreste materialer kunne modstå alle typer projektiler eller at blive ramt det samme sted gentagne gange, ligesom tilstrækkelig kinetisk energi vil kunne påvirke de fleste materialer til briste.
Skudsikring bruges bl.a. i beskyttelsesudstyr som skudsikre veste eller som skudsikkert glas til beskyttelse af værdifulde udstillede genstande eller i biler.
Skudsikre materiale (også kaldet ballistiske materialer eller antiballistiske materialer) er normalt stive, men de kan også være fleksible. De kan være komplekse som Kevlar, UHMWPE, Lexan eller kulfiber kompositmaterialer, eller simple som stål eller titanium. Skudsikre materialer bliver ofte brugt af ordensmagten eller militæret for at beskytte personalet for at blive dræbte eller alvorligt såret. I 2018 begyndte det amerikanske militær at forske i brugen af kunstig silke som skudsikkert materiale.